# Miagrammopes brevior
Miagrammopes brevior är en spindelart som beskrevs av Kulczynski 1908. Miagrammopes brevior ingår i släktet Miagrammopes och familjen krusnätsspindlar. Inga underarter finns listade i Catalogue of Life.